# Ligetfalva (Szlovénia)
Ligetfalva (szlovénül: Šafarsko ˈʃaːfaɾskɔ; ) Szlovénia keleti felén, a horvát határ mellett, Ráckanizsában a Ščavnica jobb partján fekszik. A terület történelmileg a Magyar Királyságon belül a Csáktornyai járáshoz Zala vármegyéhez, jelenleg a a szlovén Pomurska statisztikai régióhoz tartozik.

## Híres szülöttek
Vlado Žabot szlovén író itt született 1958-ban.